# Возжинский, Никита Андреянович
Никита Андреянович Возжинский (Вожжинский; 1696—1764) — один из ближайших приближённых императрицы Елизаветы Петровны, генерал-поручик, действительный камергер, александровский кавалер (1751).

## Биография
Родился в семье кучера Андреяна Савельевича, не имевшего фамилии. В 1708 году, в подростковом возрасте, поступил простым слугой в штат Петра Великого. 7 мая (старого стиля) 1724 года был пожалован в мундшенки — придворная должность 14 класса в первой редакции табели о рангах. 
В следующем, 1725 году, его отец, придворный кучер, был пожалован императрицей Екатериной I в потомственное дворянство с фамилией Возжинский (Вожжинский — от «вожжи») и гласным гербом с колесом Святой Екатерины (орудием страстей святой Екатерины Александрийской и метафорой службы кучера императрице Екатерине I) и вожжами. 
В 1731 году Никита Возжинский стал гоф-интендантом малого двора цесаревны Елизаветы Петровны, и с тех пор неотлучно находился рядом с ней. После восшествия Елизаветы на престол, 10 февраля 1742 года был пожалован в камер-юнкеры, а 25 ноября 1745 года — в действительные камергеры (чин 4-го класса Табели о рангах, аналог генерал-майора армии).
Оставаясь одним из ближайших приближённых императрицы, Никита Возжинский в 1746 году был награждён орденом Святой Анны (тогда имевшим одну степень), а в 1751 году — орденом Святого Александра Невского.
По состоянию на 1755 год, согласно собственноручно написанной автобиографии («скаске»), поданной в Герольдмейстерскую контору, 58-летний Возжинский по-прежнему состоял на действительной службе, получал жалование полторы тысячи рублей в год, владел имениями в Белозерском, Переславль-Залесском, Кромском уездах и мызой Кемполово в окрестностях Санкт-Петербурга, в общей сложности, с 212 крепостными. 
В Санкт-Петербурге владел особняком, располагавшимся на месте здания с современным адресом Михайловская улица, 4/Невский проспект, 38.
Вышел в отставку с производством в генерал-поручики (генерал-лейтенанты) по армии, вероятно, в начале 1760-х годов.

## Семья
Никита Возжинский не имел детей. У него был младший брат, Иван Андреянович Вожжинский, придворный мундшенк (начинал свою службу лакеем). Иван Андреянович на 1755 год имел одно имение в Белозерском уезде, 134 крепостных и жалование 250 рублей в год, детей у него, как и у старшего брата, не было.